# René Robert Cavelier de La Salle

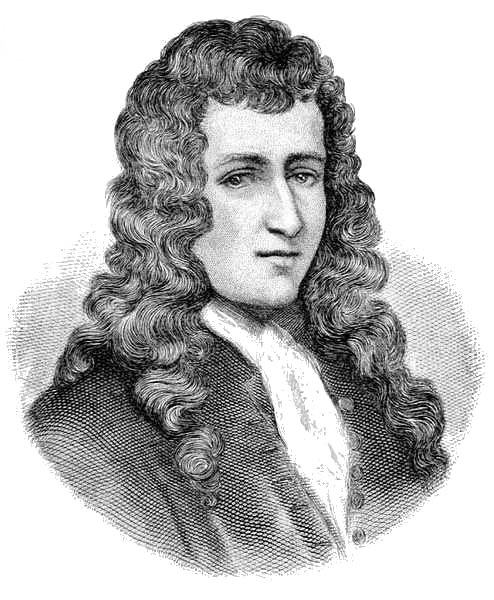
René Robert Cavelier de La Salle.

René Robert Cavelier de La Salle, född 21 november 1643 i Rouen i Normandie, död 19 mars 1687 i dagens Huntsville i Texas, var en fransk upptäcktsresande.

## Biografi
La Salle emigrerade 1666 till Kanada, där han livnärde sig som pälshandlare. Han företog upprepade expeditioner till det pälsrika landet omkring och söder om de Stora sjöarna och nådde därunder fram till Ohio. Nära lierad med kolonins guvernör Louis de Buade de Frontenac lyckades han vid ett besök i Frankrike vinna Ludvig XIV:s stöd för fortsatt kolonisationsverksamhet i landet söder om de stora sjöarna. 1679 startade han en stor expedition och begav sig från Cakade mot söder, utforskade landet omkring Illinois och lät där uppföra fort. År 1682 nådde han fram till Mississippi och dess mynning i Mexikanska bukten och proklamerade hela dessa stora landområden som fransk besittning under namnet Louisiana. När Frontenac hemkallades och konflikt utbröt mellan dennes efterträdare och La Salle, begav sig La Salle till Frankrike, där han utnämndes till guvernör över Louisiana och 1684 sändes i spetsen för en expedition till Mississippis mynning. La Salle kom dock att landa i Texas i stället för vid Mississippi, och under försök att från landningsplatsen ta sig fram till franskt område mördades La Salle av myterister.
Frankrike sålde sedan sin stora besittning till USA 1802.